# Иллінське (Таруський район)
Іллінське (рос. Ильинское) — присілок в Таруському районі Калузької області Російської Федерації.
Населення становить 37 осіб. Входить до складу муніципального утворення Присілок Похвиснево.

## Історія
Від 2004 року входить до складу муніципального утворення Присілок Похвиснево

## Населення
| 2002 | 2010 |
| ---- | ---- |
| 12   | ↗37  |